# Arne Gadd
För den socialdemokratiska politikern med samma namn, se Arne Gadd (politiker)
Arne William Gadd, född 30 september 1920 i Göteborg, död där 27 augusti 2003, var en svensk målare, tecknare, grafiker och författare.

## Biografi
Arne Gadd var son till skräddaren David Gadd och Alfrida, född Lindström. Gadd tog realexamen 1937 men på grund av faderns svåra sjukdom måste han därefter bidra till familjens försörjning. Fram till 1953 arbetade han på annonsbyrå och 1953–1962 som journalist på Svensk Sjöfarts Tidning. På fritiden fick han  konstnärsutbildning på Hovedskous målarskola och Slöjdföreningen i Göteborg och särskild grafikundervisning på Valands konstskola.  I fyrtioårsåldern började han  ägna sig på heltid åt konstnärs- och författarskapet. Han hade med akvareller och teckningar ett tiotal separatutställningar och är representerad på Göteborgs konstmuseum. En minnesutställning med hans konst hölls på Bohusläns museum, Uddevalla, 2006. 
Gadd gav ut flera böcker, illustrerade med egna akvareller och teckningar. Han skildrade havets, kustens och hamnarnas miljöer och människor. Georg Svensson på Albert Bonniers Förlag hade läst en artikel av Gadd i Göteborgs Handels- och Sjöfartstidning om Islandsberg och Karin Parrow. Han föreslog då att Gadd skulle skriva en bok om Västkusten och det blev Gadds mest kända bok: Kust i väster (1965).
Gadd var från 1946 gift med Ragni, född Wingård, och är far till professor Carl-Johan Gadd och läraren Carin Gadd.

## Priser och utmärkelser
- Göteborgs stads stipendium för kulturell gärning 10 maj 1965
- Göteborgs stads honnörsstipendium för förtjänstfull gärning med anknytning till stadens kulturliv, 8 maj 1972,
- Eckersteinska litteraturpriset 1977
- Göteborgs och Bohus läns landstings kulturpris, 26 nov. 1979
- Göteborgs stads medalj, 4 juni 1986
- Svenska Akademiens belöning ur Akademiens egna medel, 4 dec. 1998